# Zirku (Insel)
Zirku Island (arabisch زركو, DMG Zirkū) ist eine Insel im persischen Golf etwa 75 nautische Meilen (rund 140 km) nordwestlich der Stadt Abu Dhabi und gehört zum Emirat Abu Dhabi. Die Insel ist 7,47 km² groß und erreicht eine Höhe von 161 Metern.
Bis 1978 war Zirku ein Refugium für Kormorane und andere Vögel, bis die Zakum Development Company (ZADCO) mit der Erschließung für die Erdölweiterverarbeitung begann. Heute finden sich Anlagen zur Erdölweiterverarbeitung, ein Terminal zur Erdölverladung sowie ein Flughafen auf der Insel. In jüngerer Zeit hat ZADCO Studien in Auftrag gegeben, um die Biodiversität auf der Insel zu untersuchen. Nach einem Bericht von August 2015 leben und arbeiten mehr als 1000 Menschen auf der Insel. Anders als etwa die rund 83 Kilometer südwestlich davon gelegene Insel Delma hat Zirku aber keine eigenen Süßwasservorkommen und war daher nie natürlich bewohnt.